# Llac de Shangrila
El llac Kachura Inferior, més conegut com a llac de Shangrila pel nom del complex turístic que l'envolta, és un cos d'aigua situat a la secció inferior de la vall Kachura. La vall forma part de la conca hidrogràfica del riu Indus a la serralada del Karakoram, a l'oest de la serralada de l'Himàlaia. Políticament forma part del districte Skardu de Gilgit-Baltistan a la regió de Caixmir al nord de Pakistan.
L'altitud del llac és superior als 2500 metres i les seves aigües cristal·lines permeten observar la població de truites de riu. Té una àrea d'uns 250.000 metres quadrats i es troba en el marge esquerre del riu Indus. L'àrea presenta la flora dels boscos de coníferes subalpins de l'Himàlaia occidental i a la rodalia el llac està envoltat per un petit bosc i arbres fruiters.
El llac ofereix bones condicions pel cultiu de la truita en caixes flotants i compta amb un complex turístic al seu al voltant format per residències oficials i habitacions per a visitants. És un destí popular a la zona per trobar-se a tan sols 35 quilòmetres del centre de la ciutat de Skardu i per la imponent vista de les muntanyes circumdants. Antigament l'hotel venia llicències als pescadors però ja no es permet la pesca.